# Comiphyton
Comiphyton é um género botânico pertencente à família Rhizophoraceae.
1. ↑  «Comiphyton — World Flora Online». www.worldfloraonline.org. Consultado em 19 de agosto de 2020